# Puente Salario

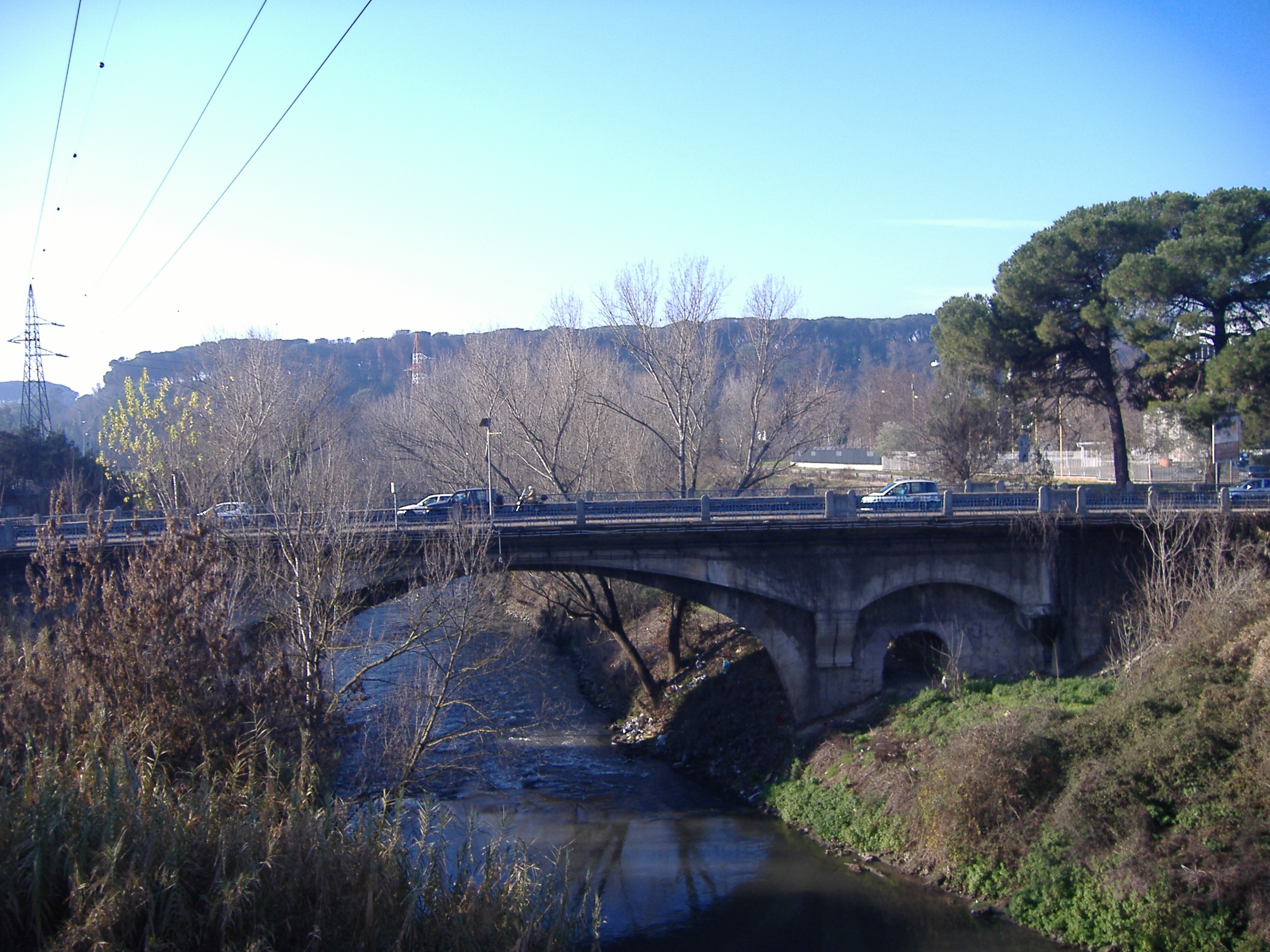
El puente en la actualidad

El Puente Salario, también llamado Ponte Salaro durante la Edad Media, es un puente de Roma, Italia, cuyos orígenes se remontan a la época romana.

## Historia
En la antigüedad se encontraba fuera de los límites de la ciudad, a 3 km al norte de la Porta Collina, en el punto donde la Via Salaria (moderna SS4) cruza el Aniene, un afluente del Tíber. Se supone que los arcos laterales se originaron en la primera estructura de piedra construida durante el siglo I a. C.
En la Guerra Gótica (535-554), el arco principal fue destruido en su mayor parte por el rey ostrogótico Totila, pero reparado por su oponente romano oriental Narses en 565, quien registró las extensas obras de restauración, incluida una desviación del río, en una inscripción de puente existente. En ese momento, el Puente Salario tenía 72 m de largo y 6,5 m de ancho, con su arco de medio punto que alcanza un notable espacio claro de 24.86  metros.
La gran torre del puente fue posiblemente erigida en el siglo VIII, lo que permite un control más efectivo del paso. En 1798, el Puente Salario, que hasta ahora había estado bien conservado debido a repetidas reparaciones, fue maltratado por las tropas napoleónicas, que derribaron la balaustrada, incluida la antigua inscripción. En 1829, la torre medieval fue demolida, y en 1849 el puente fue cortado en una longitud de 15 m por soldados franceses. En 1867, el puente perdió definitivamente su carácter histórico, cuando las tropas papales volaron el arco central. El Puente Salario fue reconstruido en su forma actual en 1874, con la carretera ampliada en 1930.
Además del Puente Salario, había otros puentes fortificados a través del río Aniene, como el actual Puente Nomentano, el Ponte Mammolo (ambos de origen romano) y el Ponte di San Francesco en Subiaco, construido en la época medieval.